# Poggensee
Poggensee település Németországban, Schleswig-Holstein tartományban. Lakosainak száma 378 fő (2023. december 31.). Poggensee Walksfelde és Borstorf községekkel határos.

## Népesség
A település népességének változása:
| Lakosok száma | 222  | 367  | 362  | 351  | 370  | 378  |
|               | 1975 | 2017 | 2019 | 2021 | 2022 | 2023 |